# Hàm Huy
Hàm Huy (tiếng Trung: 咸辉; sinh tháng 3 năm 1958) là chính khách nước Cộng hòa Nhân dân Trung Hoa của dân tộc Hồi. Bà Ủy viên Ủy ban Trung ương Đảng Cộng sản Trung Quốc khóa XIX, nguyên là Phó Bí thư Khu ủy Khu tự trị dân tộc Hồi Ninh Hạ, Chủ tịch Chính phủ Nhân dân Khu tự trị dân tộc Hồi Ninh Hạ.
Bên cạnh Bố Tiểu Lâm của Nội Mông và Kham Di Cầm của Quý Châu, Hàm Huy là một trong ba người phụ nữ duy nhất giữ chức vụ lãnh đạo chính phủ cấp tỉnh ở Trung Quốc, kể từ năm 2016.

## Tiểu sử
Hàm Huy là người Hồi sinh tháng 3 năm 1958, người địa khu Định Tây, tỉnh Cam Túc (nay là địa cấp thị (thành phố) Định Tây, tỉnh Cam Túc).
Tháng 3 năm 1975, Hàm Huy là thanh niên trí thức tham gia đội sản xuất ở nông thôn ở công xã Hương Tuyền, huyện Định Tây, tỉnh Cam Túc (nay là khu (quận) An Định, địa cấp thị Định Tây, tỉnh Cam Túc). Tháng 12 năm 1976, Hàm Huy gia nhập Đảng Cộng sản Trung Quốc.
Sau khi phục hồi chế độ Cao Khảo, vào tháng 2 năm 1978, Hàm Huy theo học chuyên ngành văn học ngôn ngữ Hán khoa văn học ngôn ngữ Hán ở Học viện Dân tộc Trung ương (nay là Đại học Dân tộc Trung ương). Tháng 1 năm 1982, sau khi tốt nghiệp, Hàm Huy được phân phối đến công tác làm cán sự phòng cán bộ của Ban Công tác Mặt trận thống nhất Tỉnh ủy Cam Túc, mở ra con đường sự nghiệp chính thức.
Hàm Huy công tác tại Ban Công tác Mặt trận thống nhất Tỉnh ủy Cam Túc 25 năm. Tháng 7 năm 1988, bà được bổ nhiệm làm Phó Trưởng phòng Cán bộ, Ban Công tác Mặt trận thống nhất Tỉnh ủy Cam Túc. Tháng 9 năm 1993, bà được bổ nhiệm giữ chức Trưởng phòng Cán bộ, Ban Công tác Mặt trận thống nhất Tỉnh ủy Cam Túc.
Tháng 5 năm 2000, bà được bổ nhiệm làm Phó Trưởng Ban Công tác Mặt trận thống nhất Tỉnh ủy Cam Túc kiêm Trưởng phòng Cán bộ. Tháng 10 năm 2000, bà thôi kiêm nhiệm chức Trưởng phòng Cán bộ.
Tháng 3 năm 2003, bà chuyển sang làm Phó Trưởng Ban Tổ chức Tỉnh ủy Cam Túc kiêm Cục trưởng Cục Công tác Cán bộ kỳ cựu Tỉnh ủy Cam Túc. Tháng 9 năm 2004, Hàm Huy kiêm nhiệm chức danh Ủy viên Ban Thường vụ Ủy ban Kiểm tra Kỷ luật Tỉnh ủy Cam Túc. Trong khoảng thời gian, tháng 3 năm 2005 đến tháng 5 năm 2006, bà tạm giữ chức Phó Bí thư Thành ủy Lan Châu, tỉnh lỵ tỉnh Cam Túc.
Tháng 3 năm 2007, bà được bổ nhiệm làm Phó Tỉnh trưởng Chính phủ nhân dân tỉnh Cam Túc, thành viên Ban Cán sự Đảng Chính phủ nhân dân tỉnh Cam Túc. Tháng 7 năm 2007 đến tháng 6 năm 2010, Hàm Huy theo học chuyên ngành quản lý hành chính, Học viện Quản lý tại Đại học Lan Châu và được trao học vị tiến sĩ quản lý.
Ngày 21 tháng 10 năm 2007, tại Đại hội Đảng Cộng sản Trung Quốc lần thứ 17, Hàm Huy được bầu làm Ủy viên dự khuyết Ban Chấp hành Trung ương Đảng Cộng sản Trung Quốc khóa XVII.
Tháng 7 năm 2008, bà kiêm nhiệm chức danh Hội trưởng Hội Chữ thập đỏ tỉnh Cam Túc. Tháng 4 năm 2012, bà được bầu làm Ủy viên Ban Thường vụ Tỉnh ủy Cam Túc. Ngày 14 tháng 11 năm 2012, tại phiên bế mạc của Đại hội Đảng Cộng sản Trung Quốc lần thứ 18, Hàm Huy được bầu lại là Ủy viên dự khuyết Ban Chấp hành Trung ương Đảng Cộng sản Trung Quốc khóa XVIII. Tháng 3 năm 2013, bà kiêm nhiệm thêm chức vụ Viện trưởng Học viện Hành chính Cam Túc.
Tháng 5 năm 2015, Hàm Huy được bổ nhiệm giữ chức Phó Bí thư Ban Cán sự Đảng Chính phủ nhân dân tỉnh Cam Túc, Phó Tỉnh trưởng Thường trực Chính phủ nhân dân tỉnh Cam Túc.
Ngày 30 tháng 6 năm 2016, bà được luân chuyển làm Phó Bí thư Khu ủy Khu tự trị dân tộc Hồi Ninh Hạ. Ngày 3 tháng 7 năm 2016, bà kiêm nhiệm chức vụ quyền Chủ tịch Chính phủ nhân dân Khu tự trị dân tộc Hồi Ninh Hạ. Ngày 19 tháng 9 năm 2016, bà chính thức được bầu làm Chủ tịch Chính phủ nhân dân Khu tự trị dân tộc Hồi Ninh Hạ.
Tháng 10 năm 2016, tại hội nghị toàn thể lần thứ sáu của Ban Chấp hành Trung ương Đảng Cộng sản Trung Quốc khóa XVIII, Hàm Huy được bầu bổ sung (bổ sung dần theo thứ tự) làm Ủy viên Ban Chấp hành Trung ương Đảng Cộng sản Trung Quốc khóa XVIII.
Ngày 24 tháng 10 năm 2017, tại phiên bế mạc của Đại hội Đảng Cộng sản Trung Quốc lần thứ XIX, bà được bầu làm Ủy viên Ban Chấp hành Trung ương Đảng Cộng sản Trung Quốc khóa XIX. Ngày 31 tháng 1 năm 2018, tại hội nghị lần thứ nhất của Đại hội đại biểu nhân dân khóa XII khu tự trị dân tộc Hồi Ninh Hạ, Hàm Huy được bầu tái đắc cử chức vụ Chủ tịch Chính phủ nhân dân Khu tự trị dân tộc Hồi Ninh Hạ. Tháng 5 năm 2022, bà nghỉ hưu ở tuổi 64.